# Милиан, Эктор
Эктор (Король) Милиан Перес (исп. Héctor "El Rey" Milián Pérez; род. 14 мая 1968, Пинар-дель-Рио) — кубинский борец греко-римского стиля, чемпион Олимпийских игр, чемпион мира, четырёхкратный обладатель Кубка мира, девятикратный Панамериканский чемпион. Первый кубинский олимпийский чемпион по борьбе.

## Биография
Родился в селе Тако-Тако близ города Пинар-дель-Рио. Возможно, что занялся спортом не без влияния родного дяди, который был главным конкурентом Теофило Стивенсона на внутренних кубинских соревнованиях. Когда Гектору Милиану было восемь лет, он значительно превосходил своих сверстников в физической комплекции и школьный учитель решил попробовать его в борьбе. Через некоторое время юного борца убедили перейти в специализированную спортивную школу.
Начал показывать отличные результаты ещё в юности. В 1986 году победил на чемпионате мира среди юниоров и в том же году был вторым на Панамериканском чемпионате и четвёртым на розыгрыше Кубка мира среди взрослых. В 1987 году вновь стал чемпионом Панамерики, чемпионом Панамериканских игр, занял третье место на розыгрыше Кубка мира, пятое на Гала Гран-при FILA и седьмое на чемпионате мира. В 1988 году победил на Панамериканском чемпионате, выиграл Кубки мира в возрастной категории espoir и среди взрослых. В 1989 году победил на Панамериканском чемпионате и на Кубок мира. В 1990 к тем же победам добавил пятое место чемпионата мира. В 1991 году стал чемпионом мира, и уже привычно выиграл и Панамериканский чемпионат, и Кубок мира. В 1992 году вновь в актив записал звания Панамериканского чемпиона и обладателя Кубка мира.
На Летних Олимпийских играх 1992 года в Барселоне боролся в категории до 100 килограммов (тяжёлый вес). Участники турнира, числом в 16 человек в категории, были разделены на две группы. За победу в схватках присуждались баллы, от 4 баллов за чистую победу и 0 баллов за чистое поражение. В каждой группе определялись пять борцов с наибольшими баллами (борьба проходила по системе с выбыванием после двух поражений) и они разыгрывали между собой места с первое по восьмое. Победители групп встречались в схватке за первое-второе места, занявшие второе место — за третье-четвёртое места и так далее. Финал соревнований по сути состоялся в первой же схватке, когда по жребию Гектор Милиан боролся с Сергеем Демяшкевичем. Кубинский борец в напряжённейшей схватке вырвал у Демяшкевича один балл, и в дальнейшем более просто победил всех и стал чемпионом олимпийских игр.
На этих играх был знаменосцем сборной Кубы.
| Круг  | Соперник          | Страна                    | Результат | Основание                           | Время схватки |
| ----- | ----------------- | ------------------------- | --------- | ----------------------------------- | ------------- |
| 1     | Сергей Демяшкевич | Объединённая команда      | Победа    | 1-0 (3 балла)                       |               |
| 2     | Алиун Диуф        | Сенегал                   | Победа    | Дисквалификация соперника (4 балла) |               |
| 3     | Атанас Комшев     | Болгария                  | Победа    | 8-2 (3 балла)                       |               |
| 4     | -                 | -                         | -         | -                                   |               |
| 5     | Андреас Штайнбах  | Германия                  | Победа    | 10-4 (3 балла)                      |               |
| Финал | Деннис Козловски  | Соединённые Штаты Америки | Победа    | 2-1 (3 балла)                       |               |

В 1993 году стал чемпионом Игр стран Центральной Америки и Карибского бассейна и чемпионом Панамериканского чемпионата. В 1994 году выступал на чемпионате мира в супертяжёлом весе, и завоевал «серебро», уступив Александру Карелину. В 1995 году победил на Панамериканских играх, а на Кубке мира и чемпионате мира вновь завоевал «серебро». В период с 1993 по 1995 год мог бы добиться лучших результатов, но спортсмена одолевали травмы и кроме того, ему было тяжело удержаться в весе до 100 килограммов (перед играми он был вынужден сбросить более 11 килограммов  )
На Летних Олимпийских играх 1996 года в Атланте боролся в категории до 100 килограммов (тяжёлый вес). После первого круга, борцы делились на две таблицы: победителей и побеждённых. Победители продолжали бороться между собой, а побеждённые участвовали в утешительных схватках. После двух поражений в предварительных и классификационных (утешительных) раундах, борец выбывал из турнира. В ходе турнира, таким образом, из таблицы побеждённых убывали дважды проигравшие, но она же и пополнялась проигрывающими из таблицы победителей. В конечном итоге, определялись восемь лучших борцов. Не проигравшие ни разу встречались в схватке за 1-2 место, выбывшие в полуфинале встречались с победителями утешительных схваток и победители этих встреч боролись за 3-4 места и так далее. В категории боролись 20 спортсменов. Эктор Милиан уверенно продвигался по таблице, но в полуфинале уступил Анджею Вроньскому. В утешительной схватке он в дополнительном раунде уступил российскому борцу Теймуразу Эдишерашвили. За пятое место не боролся, так как Игорь Грабовечи, который мог бы претендовать, к тому времени дважды проиграл.
| Круг                       | Соперник              | Страна  | Результат | Основание                                 | Время схватки |
| -------------------------- | --------------------- | ------- | --------- | ----------------------------------------- | ------------- |
| 1                          | Колби Белл            | Канада  | Победа    | 12-0 (за явным преимуществом) (12 баллов) | 3:16          |
| 2                          | Джузеппе Джиунта      | Италия  | Победа    | 3-0 (3 балла)                             | 5:00          |
| Четвертьфинал              | -                     | -       | -         | -                                         |               |
| Полуфинал                  | Анджей Вроньский      | Польша  | Поражение | 0-2 (0 баллов)                            | 5:00          |
| 6-й классификационный круг | Теймураз Эдишерашвили | Россия  | Поражение | 0-1 (0 баллов)                            | 8:00          |
| Финал (за 5 место)         | Игорь Грабовецкий     | Молдова | Победа    | Автоматическая                            | -             |

После олимпиады постоянно перешёл в супертяжёлый вес, и был вторым на Кубке мира 1996 года. В 1997 году снова стал чемпионом Панамерики и завоевал бронзовую медаль чемпионата мира. В 1998 году впервые с 1988 года не выиграл Панамериканский чемпионат, оставшись вторым. В том же году победил на тестовом турнире FILA, а на чемпионате мира был только седьмым. В 1999 году завоевал звание чемпиона Панамериканских игр, «серебро» чемпионата мира. В 2000 году завоевал «серебро» Панамериканского чемпионата.
На Летних Олимпийских играх 2000 года в Сиднее боролся в категории до 130 килограммов (супертяжёлый вес). Участники турнира, числом в 20 человек, были разделены на шесть групп, в каждой из которых борьба велась по круговой системе. Победители в группах выходили в четвертьфинал, где боролись по системе с выбыванием после поражения. Проигравшие занимали места соответственно полученным в схватках квалификационным и техническим баллам. Анджей Вроньский победил в одной встрече в группе и проиграл в другой. Заняв второе место в группе из дальнейшей борьбы выбыл, по баллам остался на тринадцатом месте. Эктор Милиан победил в группе, но в четвертьфинале в напряжённой борьбе уступил балл белорусу Дмитрию Дебелке. Во встрече за 5 место победил представляющего Украину Георгия Солдадзе.
| Круг               | Соперник         | Страна   | Результат | Основание                  | Время схватки |
| ------------------ | ---------------- | -------- | --------- | -------------------------- | ------------- |
| 1 (схватка 1)      | Хельгер Халлик   | Эстония  | Победа    | 3-0 (3 технических балла)  | 6:40          |
| 1 (схватка 2)      | Чжао Хайлинь     | Китай    | Победа    | 1-0 (1 технический балл)   | 9:00          |
| Четвертьфинал      | Дмитрий Дебелка  | Беларусь | Поражение | 0-1 (0 технических баллов) | 9:00          |
| Финал (за 5 место) | Георгий Солдадзе | Украина  | Победа    | 5-3 (5 технических баллов) | 6:00          |

В 2001 году вернул себе звание Панамериканского чемпиона и закончил карьеру.
Эктор Милиан считался специалистом по броску прогибом или суплессу.
На настоящее время является тренером по борьбе и спортивным функционером на Кубе.